# Cyperus endlichii
Cyperus endlichii är en halvgräsart som beskrevs av Georg Kükenthal. Cyperus endlichii ingår i släktet papyrusar, och familjen halvgräs. Inga underarter finns listade i Catalogue of Life.